# 田辺三郎助
田邉 三郎助（たなべ さぶろうすけ、1931年 - ）は、日本の美術史家。武蔵野美術大学名誉教授。彫刻、仏像、能面などを研究。

## 来歴
東京大学大学院人文科学研究科博士課程中退。文化財保護委員会、文化庁美術工芸課、東京国立文化財研究所修復技術部長、国立歴史民俗博物館教授、東京国立博物館資料部長、文化財鑑査官、1987年、武蔵野美術大学教授、2001年、退職、名誉教授。町田市立博物館館長など。論文「能面藝術の形成」（『國華』1431・1436号、2015年）で2016年に國華特別賞を受賞。

## 著書
- 奈良の寺 19 金堂の仏像 唐招提寺 岩波書店 1973
- 日本の美術 78 運慶と快慶 至文堂 1973.11
- 日本の美術 185 行頭面と獅子頭 至文堂 1981
- 日本の美術 41 能面 小学館 1981.11 (ブック・オブ・ブックス)
- 日本の美術 226 四国の仏像 至文堂 1985.3
- 日本の美術 243 釈迦如来像 至文堂 1986
- 田邉三郎助彫刻史論集 日本彫刻とその周辺 中央公論美術出版 2001.5
- 日本の美術 506 江戸時代の彫刻 至文堂 2008.7
- 論集 日本の仮面（上下２巻） 中央公論美術出版 2019

## 共著
- 仏像の美見かた考えかた 倉田文作共著 社会思想社 1966
- 文化財講座日本の美術 8 彫刻 南北朝-近代 本間正義共著 第一法規出版 1977.9
- 小金銅仏 飛鳥から鎌倉まで 松原三郎共著 東京美術 1979.2
- 美術ガイド奈良 杉山二郎共著 美術出版社 1979.6
- 日本の面 毎日新聞社 1987.7
- 図説日本の仏教 第6巻 神仏習合と修験 新潮社 1989.12
- 日本の仏像大百科 第5巻 習合神・高僧 ぎょうせい 1991.7
- 能面 鐘紡コレクション 後藤祐自共著 毎日新聞社 1992.11